# Domínio Windows
Um domínio do Windows é uma forma de rede de computadores na qual todas as contas de usuário, computadores, impressoras e outras entidades de segurança são registradas em um banco de dados central localizado em um ou mais clusters de computadores centrais conhecidos como controladores de domínio. Autenticação ocorre em controladores de domínio. Cada pessoa que usa computadores em um domínio recebe uma conta de usuário exclusiva que pode receber acesso a recursos do domínio. A partir do Windows 2000, o Active Directory é o componente do Windows encarregado de manter esse banco de dados central. O conceito de domínio do Windows está em contraste com o de um grupo de trabalho no qual cada computador mantém seu próprio banco de dados de entidades de segurança.

## Configuração do Domínio
Os computadores podem se conectar a um domínio via LAN, WAN ou usando uma conexão VPN. Os usuários de um domínio podem usar segurança aprimorada para sua conexão VPN devido ao suporte para uma autoridade de certificação que é obtida quando um domínio é adicionado a uma rede e, como resultado, cartões inteligentes e certificados digitais podem ser usados para confirmar identidades e proteger as informações armazenadas.